# Joeropsis nigricapitis
Joeropsis nigricapitis là một loài chân đều trong họ Joeropsididae. Loài này được Kensley miêu tả khoa học năm 1994.